# Бердиев, Губайдолла Ескалиулы
Губайдолла Ескалиулы (Искалиевич) Бердиев (1885, ныне а. Акжайык Махамбетского района Атырауской области — 1922, там же), один из первых казахов-ветеринаров, алашординец.
Воспитывался и обучался грамоте у своего дяди Дошана, служившего переводчиком. В 1903—1909 годах учился в Казанском ветеринарном институте. После окончания института работал в Гурьевском уезде, в волостях Симберти, Жаршык. На Всеказахском съезде в Оренбурге 21—26 июля 1917 — уполномоченный от Уральской области. Занимался активной деятельностью в Западном отделении Алашорды, возглавлял Кызылкогинский районный волостной комитет.